# Misgolas sydjordanae
Misgolas sydjordanae là một loài nhện trong họ Idiopidae.
Loài này thuộc chi Misgolas. Misgolas sydjordanae được G. Wishart & D.M Rowell miêu tả năm 2008.